# Bula (Philippines)
Pour les articles homonymes, voir Bula.
Bula est une municipalité de la province de Camarines Sur, aux Philippines.

## Barangays
Naga est divisée en 33 barangays.
- Bagoladio
- Bagumbayan
- Balaogan
- Caorasan
- Casugad
- Causip
- Fabrica
- Inoyonan
- Itangon
- Kinalabasahan
- La Purisima
- La Victoria
- Lanipga
- Lubgan
- Ombao Heights
- Ombao Polpog
- Palsong
- Panoypoyan
- Pawili
- Sagrada (Sagrada Familia)
- Salvacion (Poblacion)
- San Agustin
- San Francisco
- San Isidro
- San Jose
- San Miguel
- San Ramon
- San Roque (Poblacion)
- San Roque Heights
- Santa Elena
- Santo Domingo
- Santo Niño
- Taisan